# Storeria occipitomaculata
Storeria occipitomaculata là một loài rắn trong họ Rắn nước. Loài này được Storer mô tả khoa học đầu tiên năm 1839.

## Hình ảnh

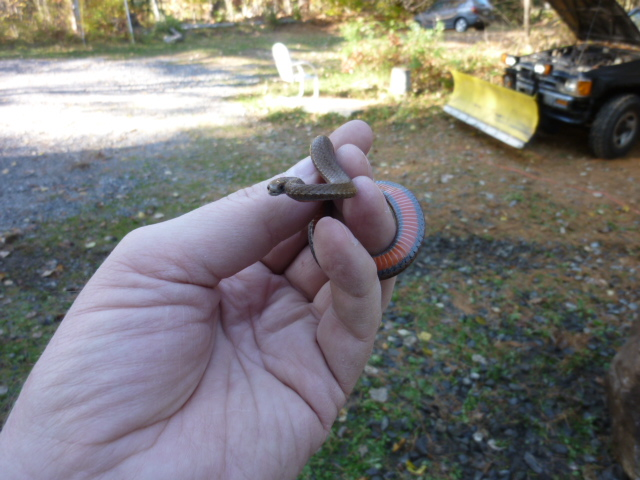
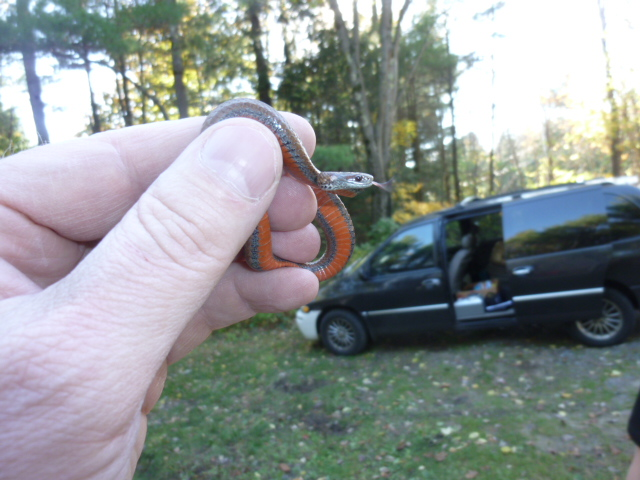